# Vassilis Alexakis
Vassilis Alexakis (en griego, Βασίλης Αλεξάκης; Atenas, 12 de diciembre de 1943-Atenas., 11 de enero de 2021) fue un escritor grecofrancés en griego y francés.
Su obra, resultado de dos culturas, está repleta de tierna ironía y penetra en la historia íntima y universal.   

## Obra

### En francés
- 1974: Le Sandwich. París: Julliard.
- 1975: Les Girls de City-Boum-Boum. París: Julliard.
- 1978: La Tête du chat. París: Le Seuil.
- 1978: Mon amour! Città Armoniosa.
- 1985: Contrôle d’identité. París: Le Seuil.
- 1987: Le fils de King Kong. Genf: Les Yeux ouverts.
- 1989: Paris-Athènes. París: Le Seuil.
- 1992: Avant. París: Le Seuil. (Prix Albert Camus, Prix Charles-Exbrayat, Prix Alexandre-Vialat)
- 1995: La Langue maternelle, París: Fayard, 392 p. ISBN 2-213-59530-5. Premio Médicis 1995.
- 1997: Papa. París: Fayard. (Erzählung, Prix de la Nouvelle de l’Académie française)
- 1997: L’invention du baiser. Genf: Nomades.
- 1999: Le Cœur de Marguerite, París: Éditions Stock, 426 p. ISBN 2-234-05157-6
- 1999: Le colin d’Alaska
- 2002: Les mots étrangers. París: Éditions Stock.
- 2005: Je t’oublierai tous les jours, París, Éditions Stock, 283 p. ISBN 2-234-05797-3
- 2007: Ap. J.-C., París, Éditions Stock, , 396 p. ISBN 2-234-05793-7. Gran Premio de Novela de la Academia Francesa 2007.

### En griego
- 1980: Tαλγό. Atenas: Exantas.
- 1995: Ε: Η Μητρική γλώσσα
- 1999: Η καρδιά της Μαργαρίτας. París: Stock .
- 2003: Οι ξένες λέξεις. Atenas: Exantas-Verlag.

### Traducida al español
- 2006: Las palabras extranjeras, Buenos Aires, Del estante editorial, 200 pp., ISBN 978-987-21954-8-9.